# Iàkov Sinai
Iàkov Grigórievitx Sinai (rus: Я́ков Григо́рьевич Сина́й; nascut el 21 de setembre de 1935) és un matemàtic destacat en el camp dels sistemes dinàmics. Ha contribuït a la teoria mètrica moderna de sistemes dinàmics i ha connectat el món dels sistemes deterministes (dinàmics) amb el món dels sistemes probabilístics (estocàstics). També ha treballat en física matemàtica i teoria de la probabilitat. Les seves aportacions han sigut base d'avenços importants en ciències físiques.
Sinai ha sigut distingit amb nombrosos guardons, entre els quals el Premi Nemmers, el Premi Wolf i el Premi Abel.

## Biografia
Iàkov Grigórievitx Sinai nasqué el 21 de setembre de 1935 a Moscou (Unió Soviètica, ara Rússia) en una família universitària jueva russa. Els seus pares, Nadezda Kagan i Gregory Sinai, eren tots dos microbiòlegs. L'avi, Veniamín Kàgan, era cap del Department de Geometria Diferencial de la Universitat Estatal de Moscou i tingué una gran influència en la vida de Sinai.
Sinai estudià a la Universitat Estatal de Moscou. El 1960 obtingué el doctorat, dirigit per Andrei Kolmogórov. Amb Kolmogórov descobrí que, fins i tot en sistemes dinàmics «impredictibles», el nivell de predictibilitat del moviment es pot descriure matemàticament. Usant el concepte d'entropia de Kolmogórov–Sinai, un sistema amb entropia zero és totalment predictible, mentre que un sistema amb entropia diferent de zero té un factor d'impredictibilitat directament relacionat amb la quantitat d'entropia.
El 1963, Sinai introduí la idea de billars dinàmics, també anomenats «billars de Sinai». En aquest sistema idealitzat, una partícula va rebotant limitada per les quatre parets d'un quadrat sense perdre energia. A dins del quadrat hi ha una paret circular, en la qual la partícula també rebota. Llavors demostrà que per gairebé qualsevol trajectòria inicial de la partícula el sistema és ergòdic, és a dir, que al cap de molt de temps, la part d'aquest temps que la partícula ha estat en qualsevol regió donada de la superfície de la taula és aproximadament proporcional a l'àrea d'aquesta regió. Era la primera vegada que algú demostrava que un sistema dinàmic era ergòdic.
Del 1960 al 1971, Sinai fou investigador al Laboratori de Mètodes Estadístics i Probabilístics de la Universitat Estatal de Moscou. El 1971, fou promogut a catedràtic i nomenat investigador sènior a l'Institut Landau de Física Teòrica. Des del 1993, Sinai ha estat catedràtic de matemàtiques a la Universitat de Princeton, mantenint el càrrec a l'Institut Landau. El curs 1997–98 ocupà la càtedra Thomas Jones a Princeton. El 2005, fou el Moore Distinguished Scholar a l'Institut Tecnològic de Califòrnia.
Sinai ha donat suport al poeta, matemàtic i activista dels drets humans Alexander Esenin-Volpin.
El 2002, Sinai guanyà el Premi Nemmers en matemàtiques per la seva obra «revolucionària» en sistemes dinàmics, mecànica estadística, teoria de probabilitat i física estadística. El 2005, el Moscow Mathematical Journal dedicà una edició a Sinai en què declarava «Iàkov Sinai és un dels grans matemàtics dels nostres temps ... el seu entusiasme científic excepcional inspira [ha inspirat] nombroses generacions de científics d'arreu del món».
El 2013, Sinai rebé el Premi Leroy P. Steele a la trajectòria. El 2014, l'Acadèmia Noruega de Ciències i Lletres li atorgà el Premi Abel per la seva contribució als sistemes dinàmics, la teoria ergòdica i la física matemàtica. En la presentació del premi, Jordan Ellenberg digué que Sinai havia resolt problemes físics del món real «amb l'ànima d'un matemàtic». Elogià les eines desenvolupades per Sinai que demostren com sistemes aparentment diferents en realitat poden tenir semblances fonamentals.
Altres guardons atorgats a Sinai són la Medalla Boltzmann (1986), el Premi Dannie Heineman de Física Matemàtica (1990), el Premi Dirac (1992), el Premi Wolf en Matemàtiques (1997), el Premi Lagrange (2008) i el Premi Henri Poincaré (2009). És membre de l'Acadèmia Nacional de Ciències dels Estats Units, l'Acadèmia Russa de les Ciències i l'Acadèmia Hongaresa de les Ciències. És membre honorífic de la Societat Matemàtica de Londres i, el 2012, esdevingué membre de la Societat Americana de Matemàtiques. També ha sigut nomenat membre honorífic de l'Acadèmia Brasilera de les Ciències, l'Academia Europaea, l'Acadèmia Polonesa de les Ciències i la Royal Society de Londres. Té títols honorífics de la Universitat Tècnica de Budapest, la Universitat Hebrea de Jerusalem, la Universitat de Warwick i la Universitat de Varsòvia.
Sinai és autor de més de 250 articles i llibres. Alguns conceptes matemàtics que duen el seu nom són el camí aleatori de Sinai, les mesures de Sinai–Ruelle–Bowen i la teoria de Pirogov–Sinai. Sinai ha supervisat més de 50 estudiants doctorals. Ha sigut ponent quatre vegades al Congrés Internacional de Matemàtics. El 2000, fou conferenciant en sessió plenària del Primer Congrés Llatino-Americà de Matemàtiques.
Sinai ha creat una gran i influent escola científica. Entre els seus alumnes figuren membres destacats d'acadèmies i alguns guardonats amb els més prestigiosos premis en matemàtiques. El seu estil innovador, molt original i creatiu, està no solament en els seus articles i conferències, sinó també en els seus nombrosos llibres que inclouen llibres de text. En temes clàssics com, per exemple, la teoria de la probabilitat, sempre hi ha nous capítols que estenen el contingut de la matèria i els punts de vista tradicionals més enllà de les fronteres habituals.
Sinai està casat amb la matemàtica i física Elena B. Vul, amb qui ha escrit diversos articles conjunts.

## Obres destacades
- Introduction to Ergodic Theory. Princeton, 1976.[8]
- Topics in Ergodic Theory. Princeton 1977, 1994.[9]
- Probability Theory – an Introductory Course. Springer, 1992.[9]
- Theory of probability and Random Processes (amb Koralov). 2a edició, Springer, 2007.[9]
- Theory of Phase Transitions – Rigorous Results. Pergamon, Oxford, 1982.[9]
- Ergodic Theory (amb Isaac Kornfeld i Sergei Fomin). Springer, Grundlehren der mathematischen Wissenschaften, 1982.[9]
- «What is a Billiard?», Notices AMS, 2004.[9]
- «Mathematicians and physicists = Cats and Dogs?» a Bulletin AMS. 2006, vol. 4.[9]
- «How mathematicians and physicists found each other in the theory of dynamical systems and in statistical mechanics», a Mathematical Events of the Twentieth Century (editors: Bolibruch, Osipov, & Sinai). Springer 2006, p. 399.[9]